# جيمس غرانت (كاتب)
جيمس غرانت (بالإنجليزية: James Edward Grant)‏ (و. 1905 – 1966 م) هو مخرج أفلام، وكاتب سيناريو أمريكي، ولد في إلينوي، توفي في بربانك، كاليفورنيا، عن عمر يناهز 61 عاماً، بسبب سرطان.

## وصلات خارجية
- جيمس غرانت على موقع IMDb (الإنجليزية)
- جيمس غرانت على موقع ألو سيني (الفرنسية)
- جيمس غرانت على موقع أول موفي (الإنجليزية)
- جيمس غرانت على موقع قاعدة بيانات برودواي على الإنترنت (الإنجليزية)
- جيمس غرانت على موقع قاعدة بيانات الأفلام السويدية (السويدية)
- جيمس غرانت على موقع قاعدة بيانات الفيلم (الإنجليزية)
- جيمس غرانت على موقع كينوبويسك (الروسية)